# Pro Follonica Hockey 1969
Questa voce raccoglie le informazioni riguardanti il Pro Follonica Hockey nelle competizioni ufficiali della stagione 1969.

## Maglie e sponsor
| 1ª divisa |